# Anomala variolosa
Anomala variolosa är en skalbaggsart som beskrevs av Ohaus 1928. Anomala variolosa ingår i släktet Anomala och familjen Rutelidae. Inga underarter finns listade i Catalogue of Life.